# José Alamá Gil
José Alamá Gil (Llíria Valencia, 1952) is een hedendaags Spaans componist, dirigent en klarinettist.

## Levensloop
Zijn eerste muzieklessen kreeg Alamá Gil in de muziekschool van de befaamde Ateneo Musical y de Enseñanza «Banda Primitiva» de Llíria onder leiding van José María Malato Ruiz. Later studeerde hij aan het Conservatorio Superior de Música "Joaquin Rodrigo" in Valencia onder andere bij Lucas Conejero. Hij behaalde diploma's met het maximale aantal punten en werd onderscheiden met de prijs "Mercedes Massi". Naast Lucas Conejero waren zijn leraren José Talens Sebastia klarinet, José María Cervera Lloret harmonie, Mario Monreal Monreal piano en Francisco Tamarit Fayos contrapunt en fuga en tijdens zijn compositie-, orkestratie- en transcriptiestudie in Madrid bij Rodrigo Alfredo de Santiago, die van 1967 tot 1977 dirigent van de Banda Municipal de Madrid was.
Hij was initiator en hoofd van de sintonia-indicativo bij Radio Autonomía Valenciana Radio 9, waar hij veel voor de promotie van de muziek voor banda's heeft gedaan.
Alamá Gil werd dirigent van de Banda de Música de la Sociedad Renacimiento Musical de Vinalesa en directeur van haar muziekschool van 1974 tot 1979. In de tijd van 1979 tot 1995 was hij dirigent van de Banda de Música del Centro Artístico Musical de Bétera en hij stichtte in 1993 het jeugdorkest van deze vereniging. Van 1996 tot 1999 was hij dirigent van de Banda de Música de la Sociedad Musical "L'Artística" de Carlet. Hij is gastdirigent van de Banda Sinfónica de la Ateneo Musical y de Enseñanza «Banda Primitiva» de Llíria en andere banda's.
Alamá Gil is lid van de Sociedad General de Autores y Editores de España (SGAE) en van de Asociación de Compositores sinfónicos Valencianos (COSICAVA). Voor zijn werken kreeg hij prijzen en onderscheidingen, onder andere de Medalla de oro al mérito de la Bellas Artes, in 1971 de "Premio Mercedes Massi", in 2004 de prijs van de stad Madrid en in 2005 een prijs bij het Concurso Internacional de composición Isla de la Gomera.

## Composities

### Werken voor orkest
- 2003 Concierto, voor klarinet, slagwerkkwintet en orkest
- 2004 Concierto, voor cello en orkest
- 2005 Diptic Edetà
- 2005 Relieves voor strijkorkest

### Werken voor banda (harmonieorkest)
- 1995 Himno a la Falla Avenida Burjassot, voor gemengd koor en banda (harmonieorkest) - tekst: Francesc Peris Valls
- 1996 Allegoria a la dansa dels Oficis
- 1997 Aspectes
  1. Antiga dansa de pals y planxes
  2. La Rolmería
- 1997 María Dolores, paso-doble
- 1998 Cerimonial per a una Regina
- 1998 Indicativos Radio 9
- 1998 1238 "Musica para una celebración"
- 1999 Radiovariacions, symfonische variaties over een herkenningsthema van Radio 9
- 2000 Al pare Antoni, marcha procesional sobre un thema de la orden franciscana
- 2001 Tota Pulchra marcha procesional
- 2003 Lauro
- 2004 Bicromía
- 2004 Dionisio Chanzá, paso-doble
- 2004 Nexos
- 2007 Nova Valencia voor harmonieorkest, gecomponeerd voor Certamen Internacional de Bandas de Musica Ciudad de Valencia 2008[1][2]

### Kamermuziek
- 2000 Diptic Edetà, voor blazerskwintet
- 2001 Divertysept, voor klarinetseptet
- 2002 Pentaquintet, voor koperkwintet
- 2003 Al-Baid, concerto voor cello en piano
- 2004 Ad oblecto, voor piccolo trompet, 3 trompetten en flugelhoorn (bugel)
- 2004 Bicromía, voor hoornkwartet en slagwerk
- 2004 Triscene, voor klarinet solo en strijkkwartet
- 2004 Drie Spaanse dansen, voor hoornsextet

### Werken voor dolçaina
- 1998 Indicativos Radio 9, voor dolçaina en tabal
- 2001 Almadraba, voor dolçaina en piano
- 2001 El Castell, voor dolçaina en piano
- 2001 La mar en pau, voor dolçaina en piano
- 2001 Vent de Llevant, voor dolçaina en piano

### Werken voor slagwerk
- 2002 Orográfiques, voor slagwerkkwintet

## Media
1. ↑  Nova Valencia (1/2) door Banda sinfónica de la Ateneo Musical y de Enseñanza Banda Primitiva de Llíria o.l.v. Miguel Moreno Guna
2. ↑  Nova Valencia (2/2) door Banda sinfónica de la Ateneo Musical y de Enseñanza Banda Primitiva de Llíria o.l.v. Miguel Moreno Guna. Gearchiveerd op 29 augustus 2023.

- Biblioteca Nacional de España: XX1185583
- International Standard Name Identifier: 0000 0000 5970 0993
- Virtual International Authority File: 86956013
- WorldCat: E39PBJxMgVHyV9K7Gm9QHjjgrq